# Wolverton, Hampshire
Wolverton är en by i civil parish Baughurst, i distriktet Basingstoke and Deane, i grevskapet Hampshire, i England. Byn är belägen 10 km från Basingstoke. Wolverton var en civil parish fram till 1932 när blev den en del av Baughurst och Kingsclere. Civil parish hade 157 invånare år 1931. Byar nämndes i Domedagsboken (Domesday Book) år 1086, och kallades då Vluretune.